# جيراردو سيواني
جيراردو سيواني (30 أكتوبر 1978 بسويسرا - ) هو لاعب كرة قدم سويسري في مركز الوسط. لعب مع ديبورتيفو فابريل وديبورتيفو لاكورونيا ونادي آراو ونادي بيلينزونا ونادي سيون ونادي غراسهوبر زيوريخ ونادي لوزيرن.

## روابط خارجية
- جيراردو سيواني على موقع قاعدة بيانات كرة القدم.إي يو (الإنجليزية)
- جيراردو سيواني على موقع عالم كرة القدم.نت (الإنجليزية)